# 蔣英實
蒋英实（1383年—1450年），是朝鲜王朝世宗时期一位著名的发明家，本貫牙山蔣氏。蒋英实天资聪明但出身低微为贱民。世宗的父亲朝鲜太宗发现蒋英实的才华后立即将其叫到宫中授予官职，并命其进行发明。太宗此举受到宫内大臣的抗议，认为像蒋英实出身这么低微的人是不可以给与此地位的。但世宗却对蒋英实充满信心。
在朝鲜世宗的支持下，蒋英实研制出水表，浑天仪和日晷。 蒋英实最著名的发明是他1442年发明的朝鲜半岛历史上第一个雨量计，用于测量雨水的标准体积的容器。不过他的发明并没有保留下来。现存朝鲜半岛最早的雨量计是1770年朝鮮英祖时期制作的。据《承政院日记》记载，朝鮮英祖希望恢复朝鲜在世宗时期的繁荣。在世宗时期的年鉴中，英祖发现了雨量计，于是下令复制。

## 出身
蒋英实的父亲是第8代中国移民，在高丽王朝时期任高官。 朝鲜太祖建立朝鲜王朝后，迫害原高丽王朝王室和官员。蒋英实一家也受株连。蒋英实的母亲被贬为妓生（属朝鲜王朝贱民阶层）。蒋英实的身份也同时成为贱民。

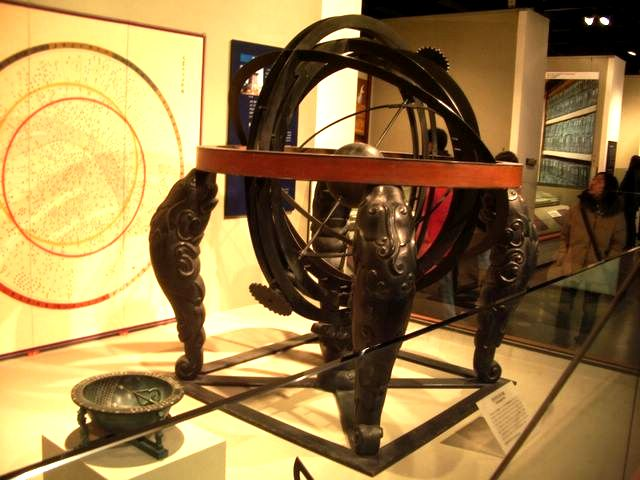
蒋英实研制的浑天仪和日晷

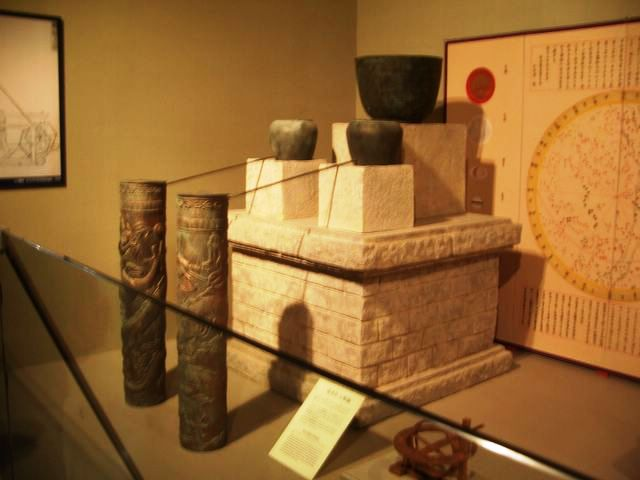
蒋英实的水表模型

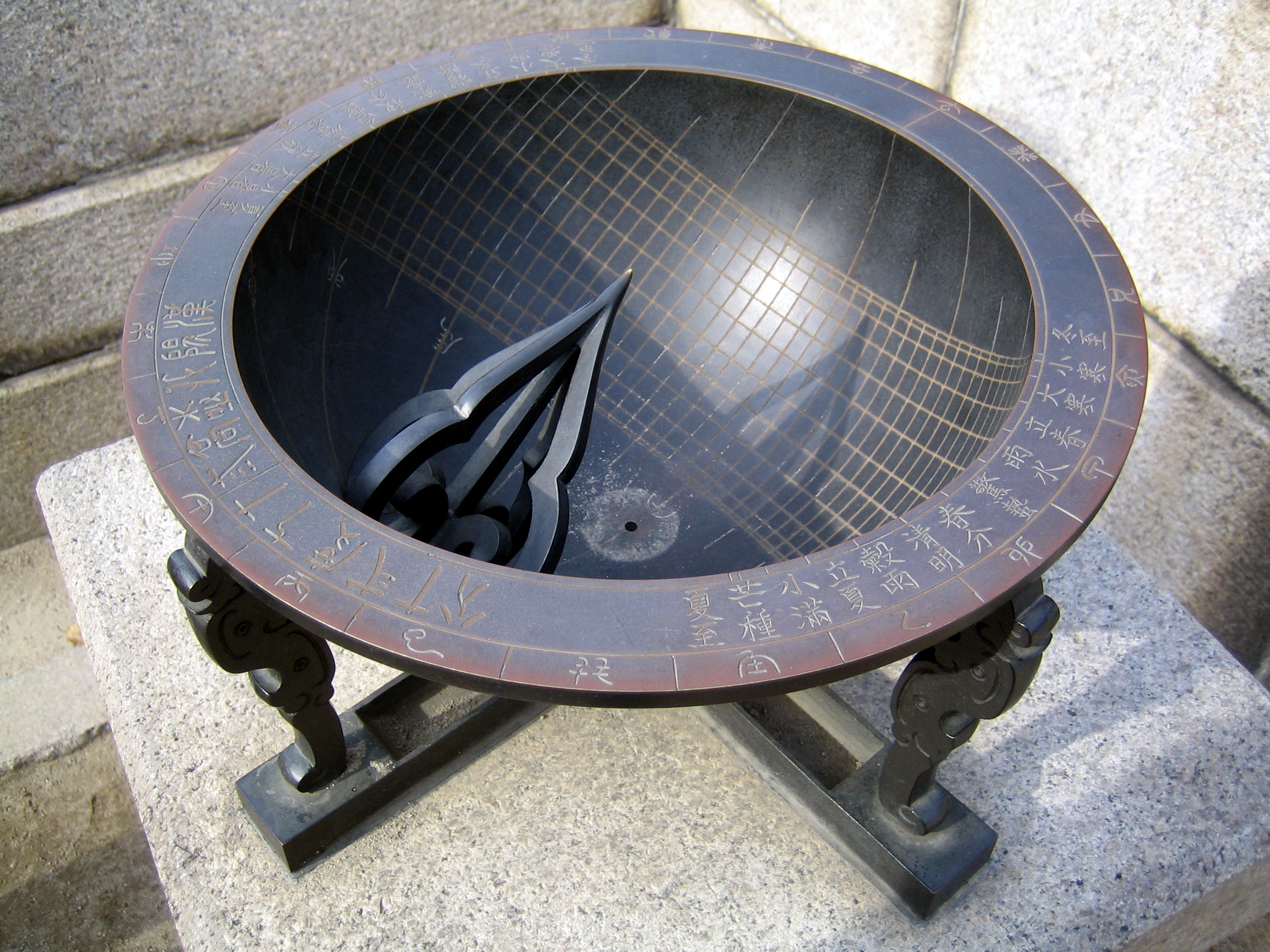
景福宮内的日晷

## 轶事
- 後人為紀念蔣英實對朝鮮科學的貢獻，韓國科技部以他的名字設立獎勵計劃以鼓勵當地科學發展。
- 他的另一發明品水鐘被印在10000韓圓紙鈔的背面。
- 小行星68719以蔣英實的名字命名。

## 相关電視劇
2008年韓國電視台KBS電視劇《大王世宗》劇中由李天熙飾演蔣英實。
2015年12月MBC特別劇《撲通撲通LOVE》由金瑟琪飾演蔣英實，是一個女高三生，穿越後來到朝鮮世宗時代，與世宗大王李裪談戀愛的故事。
2016年韓國電視台KBS大河電視劇《蔣英實》由宋一國飾演蔣英實。
2019年韓國電影《天文：問天》，蔣英實由崔岷植飾演。
2024年韓國網路劇《支配物種》中，BF集團的人工智慧系統名稱為蔣英實。

## 纪念
2018年5月19日，Google在其韩国网站首页放置涂鸦以示纪念。